# Ріккардо йде в пекло
«Ріккардо йде в пекло» (італ. Riccardo va all'inferno) — італійський фільм-мюзикл 2017 року, поставлений режисеркою Робертою Торре. У 2018 році стрічка була номінована у 5-ти категоріях на здобуття італійської національної кінопремії «Давид ді Донателло», та отримала нагороду за найкращий дизайн костюмів.

## Сюжет
У фантастичному королівстві на околиці міста під назвою Рим, живе в декадентському замку шляхетна родина Манчіні, яка має давній родовід та управляє процвітаючим наркотичним бізнесом та злочинністю. Тут Рікардо Манчіні завжди боровся зі своїми братами за першість та управління сім'єю, в якій домінують чоловіки, але править могутня королева-мати. Трагічний та загадковий випадок зробив його кульгавим калікою з раннього віку, сильно підірвавши психічне здоров'я, через що він змушений провести кілька роки в психіатричній лікарні. Повернувшись після лікування додому, Ріккардо починає активні дії, аби заволодіти короною, вбиваючи усіх, хто перешкоджає його просуванню до влади. Але коли він стає королем, він втрачає все… Рікардо йде в пекло, і він посміхається.

## У ролях
| • Массімо Раньєрі     | … | Ріккардо Манчіні |
| • Соня Бергамаско     | … | Королева-мати    |
| • Сільвія Галлерано   | … | Бетта            |
| • Іван Франек         | … | Ромоло           |
| • Сільвія Кальдероні  | … | Джемелла         |
| • Теодоро Джамбанко   | … | Джемелло         |
| • Мікеланджело Далізі | … | Джіо «Джинджер»  |
| • Антонелла Ло Коко   | … | леді Анна        |
| • Матильда Діана      | … | Беттіна          |
| • Стелла Пеколло      | … | Клаудія          |

## Знімальна група
- Автори сценарію — Валеріо Барилетті, Роберта Торре
- Режисер-постановник — Роберта Торре
- Продюсер — Паоло Гуерра
- Співпродюсер — Анжело Лаудіса
- Оператор — Маттео Кокко
- Композитор — Мауро Пагані
- Монтаж — Джорджо Франкіні
- Художник-постановник — Лука Сервіно
- Художник з костюмів — Массімо Кантіні Парріні
- Підбір акторів — Массімо Апполлоні, Марчелла Лібонаті

## Нагороди та номінації
| Список нагород та номінацій | Список нагород та номінацій | Список нагород та номінацій | Список нагород та номінацій                             | Список нагород та номінацій | Список нагород та номінацій |
| Кінофестиваль/Кінопремія    | Рік                         | Категорія                   | Номінант(и)                                             | Результат                   | Дж                          |
| --------------------------- | --------------------------- | --------------------------- | ------------------------------------------------------- | --------------------------- | --------------------------- |
| Премія «Давид ді Донателло» | 21.03.2018                  | Найкраща оригінальна пісня  | Fidati di me                                            | Номінація                   | [ 4 ] [ 5 ]                 |
| Премія «Давид ді Донателло» | 21.03.2018                  | Найкраще художнє оформлення | Лука Сервіно                                            | Номінація                   | [ 4 ] [ 5 ]                 |
| Премія «Давид ді Донателло» | 21.03.2018                  | Найкращий дизайн костюмів   | Массімо Кантіні Парріні                                 | Перемога                    | [ 4 ] [ 5 ]                 |
| Премія «Давид ді Донателло» | 21.03.2018                  | Найкращий грим              | Луїджі Сімінеллі, Еммануеле Де Лука, Валентина Янучиллі | Номінація                   | [ 4 ] [ 5 ]                 |
| Премія «Давид ді Донателло» | 21.03.2018                  | Найкращі зачіски            | Паоло Дженовезе                                         | Номінація                   | [ 4 ] [ 5 ]                 |